# Xã Knox, Quận Benson, Bắc Dakota
Xã Knox (tiếng Anh: Knox Township) là một xã thuộc quận Benson, tiểu bang Bắc Dakota, Hoa Kỳ. Năm 2010, dân số của xã này là 28 người.